# Selawi
Selawi is een bestuurslaag in het regentschap Lahat van de provincie Zuid-Sumatra, Indonesië. Selawi telt 3789 inwoners (volkstelling 2010).